# Sara Lee Corporation
Sara Lee Corporation (El ex cita NYSE: SLE) fue una de las compañías globales de bienes de consumo más grandes del mundo. Tiene sede en Downers Grove, Illinois, EE. UU. Con operaciones en más de 40 países, vende sus productos en más de 180 Estados de todo el mundo. Sus operaciones internacionales tienen su sede en Utrecht.
El 28 de junio de 2012, Sara Lee fue dividida en dos compañías: Hillshire Brands (donde la marca Sara Lee se sigue utilizando en algunos de sus productos) y D. E. Master Blenders 1753 (para los negocios de bebidas y panadería).

## Productos

### Café
- Marcilla
- Pilao
- Piazza d'Oro
- Soley

### Infusiones
- Hornimans

### Edulcorantes
- Natreen

## Antiguos productos
Desde 1991 Sara Lee Corporation fue dueña de las siguientes marcas españolas de ropa interior: Abanderado. Princesa, Ocean y unno, hasta que en 2006 DBApparel, empresa del grupo fondo de capital estadounidense Sun Capital Partners, adquiere estas marcas creando el grupo Sans Branded Apparel.
En noviembre de 2010 la empresa mexicana Grupo Bimbo compra la división estadounidense de pan de Sara Lee Corporation por 959 millones de dólares.

En 2011 nuevamente el Grupo Bimbo compra a Sara Lee Corporation por 115 millones la división española y portuguesa (Sara Lee Bakery Iberia) de panes de molde, repostería, dulces y bollos, que incluía las marcas Bimbo, que no tenía registrada en España, Silueta, Pim's, Repostería Martínez, Eagle..., aunque antes, en 2009, fueron vendidas al Grupo Siro cinco de las diez factorías en las que fabricaban sus productos.
Igualmente, antes fue dueña de la marca de betún Kiwi, de Ambi Pur (ambientadores), de diversas marcas de higiene como Sanex, Williams, Cruz Verde, y otras marcas de insecticidas en diversos países, como Cucal y Bloom.